# Pilocarpaceae
Pilocarpaceae Zahlbr. (1905) es una familia de líquenes crustáceos lignícolas o epífitos del orden Lecanorales de distribución mundial. Este grupo de líquenes se caracteriza por la presencia de ascocarpos discoidales con pigmentos pardos y con los márgenes poco desarrollados formados por hifas del hongo. En el himenio se localiza un tejido estéríl formado por parafisos ramificados de extremos no engrosados y ascas tubulares,  dehiscentes mediante un anillo apical, y productoras de ascosporas hialinas.

## Géneros
| - Badimia - Badimiella - Bapalmuia - Barubria - Bryogomphus - Byssolecania - Byssoloma - Calopadia - Calopadiopsis - Fellhanera | - Fellhaneropsis - Kantvilasia - Lasioloma - Lobaca - Loflammia - Loflammiopsis - Logilvia - Lopadium - Malcolmiella - Micarea | - Pseudocalopadia - Psilolechia - Scutula - Septotrapelia - Sporopodiopsis - Sporopodium - Szczawinskia - Tapellaria - Tapellariopsis |